# Paul Arnold Fryxell
Paul Arnold Fryxell (Moline, Illinois, 2 de febrero de 1927 - Claremont, California, 11 de julio de 2011) fue un botánico estadounidense.

## Biografía
Concurrió a "Escuelas Públicas de Moline", y su enseñanza media en el Colegio Augustana de Illinois, graduándose de B.A. en 1949
En 1951 recibe su M.S. de la Universidad Estatal de Iowa, y allí mismo su Ph.D. en 1955.
Después de empleado en la "Estación Experimental Agrícola de New Mexico" de 1952 a 1955, y en la Universidad de Wichita como profesor Asistente de Botánica, de 1955 a 1957), es contratado por el Servicio de Investigación Agrícola del USDA, donde pasó mucho de su carrera como Botánico Investigador, en el campus de la Universidad de Texas A&M.
En 1994 se retira de esa posición, y pasa a Profesor Adjunto en "Biología Integrativa", en la Universidad de Texas en Austin. También es Curador Honorario del Jardín Botánico de Nueva York.
Sus desarrollos investigativos se centran en la taxonomía de las Malváceas neotropicales, incluyendo estudios en evolución, biodiversidad, y taxonomía de Gossypium, el género que incluye al cultivo del algodón.

## Honores
- Presidente de la Sociedad Estadounidense de Taxónomos Vegetales (1983-1984) y de la "Sociedad de Botánica Económica" (1988-1989), ha recibido soporte de Becas Fulbright para estudios en Argentina, durante 1993.

- Miembro de la American Association for the Advancement of Science, de la "Academia de Ciencias de Texas", y de la "Comisión de Flora Neotropical".

### Epónimos
Género
- (Malvaceae) Fryxellia D.M.Bates[1]

Especies
- (Caesalpiniaceae) Bauhinia fryxellii Wunderlin[2]

- (Malvaceae) Sida fryxellii Sivar. & Pradeep[3]

- (Sterculiaceae) Waltheria fryxellii J.G.Saunders[4]

## Algunas publicaciones
- 2001. Contributions from the University of Michigan Herbarium

- 1999. A monograph of the genus Pavonia. Flora Neotropica Monograph 76: 1-284

- 1997. The American genera of Malvaceae. Brittonia 49: 204-269

- 1988. The Malvaceae of Mexico. Systematic Botany Monographs, 25: 1-522

- 1979. The Natural History of the Cotton Tribe. Texas A&M University Press

Es contribuyente de tratamientos de las Malvaceae en numerosos trabajos de la flora Neotropical; y ha conducido trabajos de campo en los neotrópicos, primariamente en México, luego en partes de América Central y Sudamérica, y en Australia tropical.
- La abreviatura «Fryxell» se emplea para indicar a Paul Arnold Fryxell como autoridad en la descripción y clasificación científica de los vegetales.[5]